# Etzel (Friedeburg)

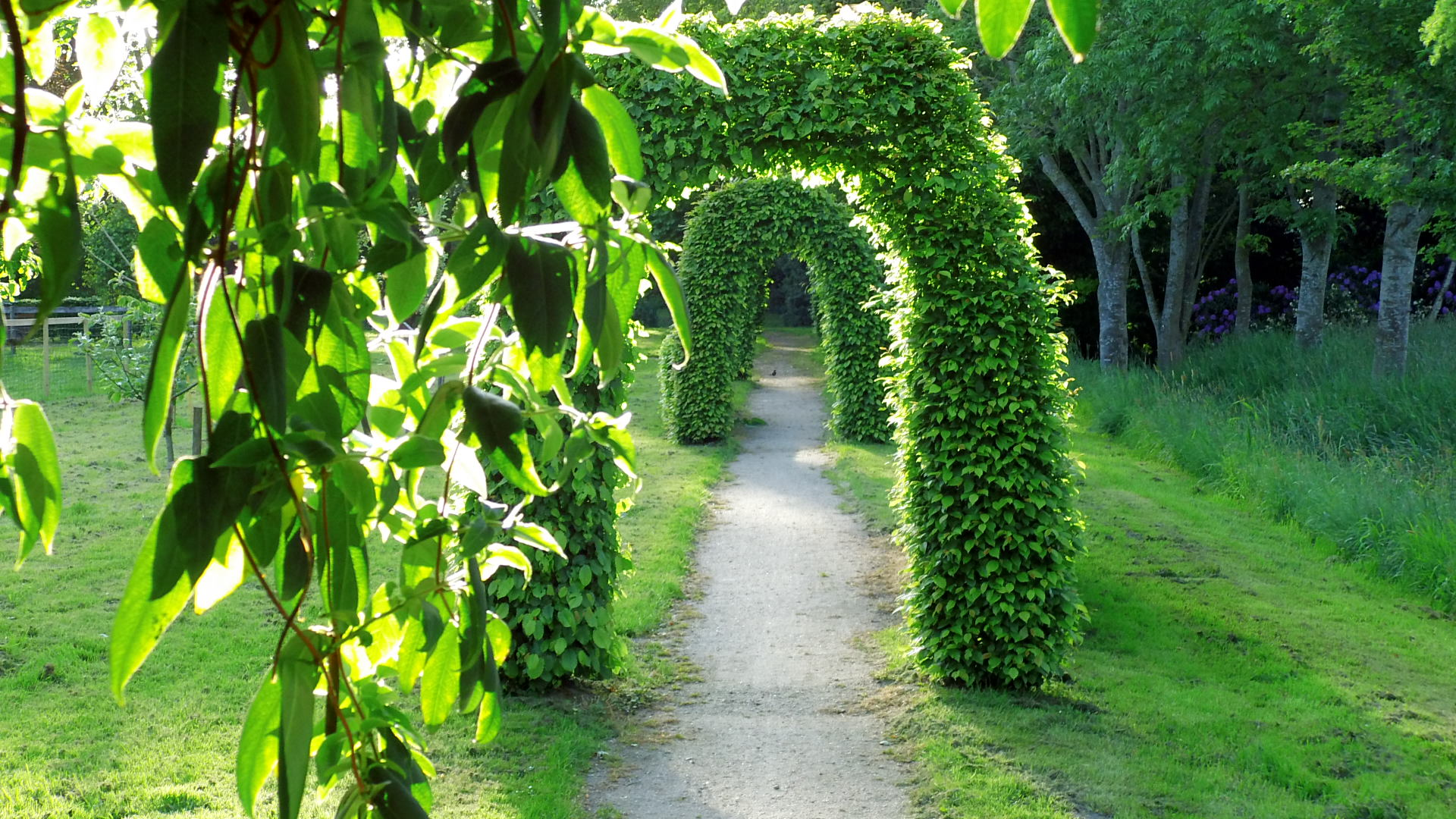
Etzeler Grünanlage Pastors Tuun

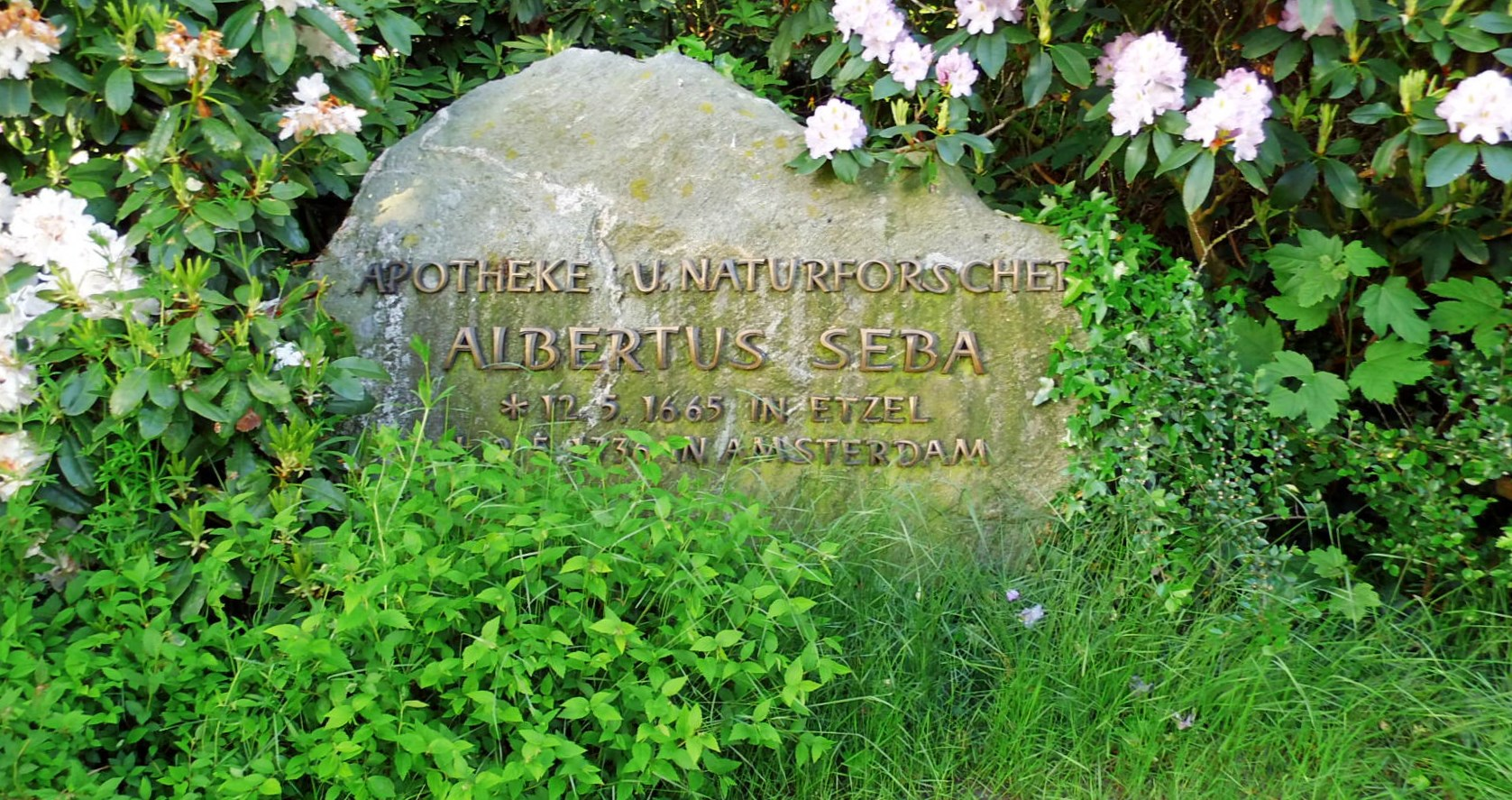
Gedenkstein für den Naturforscher und Apotheker Albert Seba

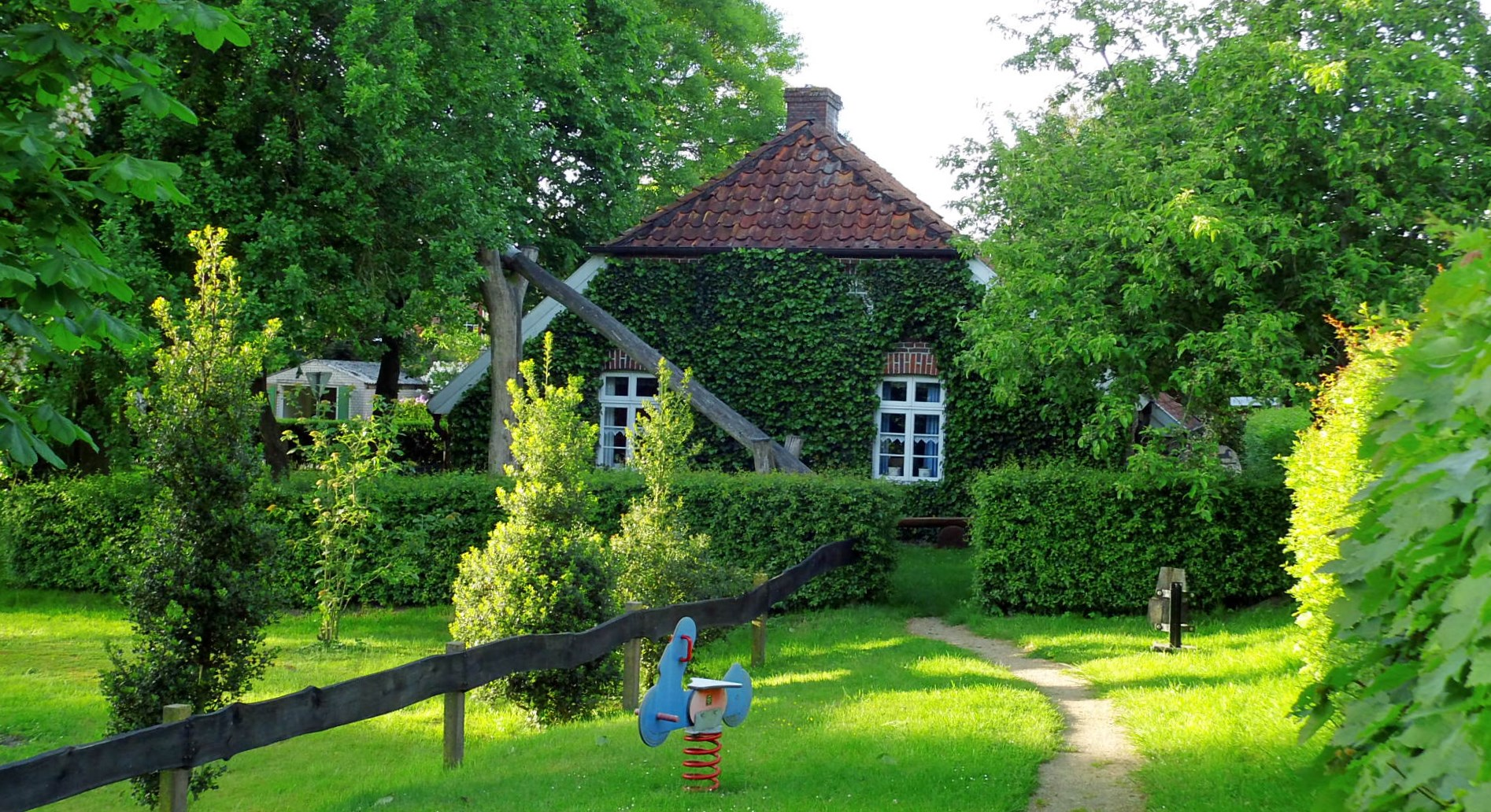
Historisches Landarbeiterhaus

Etzel ist eine Ortschaft in der Gemeinde Friedeburg im Landkreis Wittmund in Ostfriesland. Sie besitzt eine Fläche von 1.553 Hektar und etwa 800 Einwohner. Zur Ortschaft gehören die Ortsteile Hohejohls, Moorstrich, Münsterland, Pumperhörn, Riepen und Stapelstein.

## Ortsname
Der Ortsname Etzel ist möglicherweise aus den altfriesischen Worten êtze mit der Bedeutung „Eiche“ und lâ mit der Bedeutung „Wald“ zusammengesetzt, würde demnach also „Eichenwald“ bedeuten. Eine andere Deutung stützt sich auf die Bedeutung von Etzel als Kurzform von Namen mit "Adal". Erwähnt wurde der Ort erstmals 1134 in einer Urkunde des Erzbischofs Adalbert von Bremen als Ezele, was die alternative Namensdeutung durchaus in den Bereich des Möglichen rückt.

## Geologie
Etzel liegt auf einem Ausläufer des oldenburgisch-ostfriesischen Geestrückens auf einer Höhe von bis zu acht Meter über NN. Ursprünglich umgaben Hoch- und Niedermoore die Geest, teilweise reichte auch das Schwarze Brack bis an Etzel heran.
Zu Beginn des 20. Jahrhunderts wurde die Gegend um Etzel wegen ihrer Kiesdünen auch „Ostfriesische Schweiz“ genannt, durch den Kiesabbau sind diese Erhebungen jedoch verschwunden und Kieskuhlen – künstlichen Seen – gewichen.
Unter Etzel liegt ein großer Salzstock, der seit 1970 zur Speicherung von Erdöl und Erdgas verwendet wird. Etwa 40 Kavernen wurden in einer Tiefe von 1000 bis 1600 Metern ausgespült. Die Kavernenanlage Etzel bildet heute eines der größten Lager für Erdöl und Erdgas auf der Welt.
Die im Jahr 1987 bekannt gewordenen Pläne, die Kavernen für Giftmülllagerung zu verwenden, wurden durch Bürgerproteste verhindert.
Anfang 2012 waren insgesamt 99 Kavernen zur Aussolung durch das Landesamt für Bergbau, Energie und Geologie genehmigt. Davon sind 52 Kavernen in Betrieb. Der Betreiber IVG Caverns bereitet derzeit einen Antrag vor, um insgesamt 144 Kavernen erstellen zu können. Hiergegen richten sich Proteste von Anwohnern, da alleine für 99 Kavernen bis ins Jahr 2060 eine Bodenabsenkung von 2,30 Meter im Mittelpunkt prognostiziert wurde. Durch die prognostizierte Bodenabsenkung wird es in diesem Bereich zu Vernässungen kommen, die ggf. nur durch Schöpfwerke zu beheben sind. Kritisch wird in diesem Zusammenhang auch die Frage der Beweisbarkeit von möglichen Gebäudeschäden durch die prognostizierte Bodenabsenkung gesehen, da für den Bereich des Kavernenbaus im Gegensatz zum Bergbau noch keine Beweislastumkehr gilt. Demnach hat also der Geschädigte zu beweisen, dass die eingetretenen Schäden durch den Kavernenbau verursacht wurden.

## Geschichte
Aus der Jungsteinzeit stammt in der gleichnamigen Ortschaft der Stapelstein, eine recht gut erhaltene prähistorische Grabanlage. In den Jahren 1817 und 1861 wurden im Hilgenmoor jeweils Moorleichen im Alter von etwa 2000 Jahren entdeckt.
Der erste Kirchenbau des Ortes war wahrscheinlich eine Holzkirche aus dem 11. Jahrhundert. Die heutige St.-Martinus-Kirche stammt vermutlich aus der ersten Hälfte des 13. Jahrhunderts.
Im Mittelalter gehört Etzel zum friesischen Land Östringen. Im späten Mittelalter war Etzel Häuptlingssitz mit einem sogenannten Steinhaus als Wehranlage. Häuptling Ine Widdeken zerstörte auf Raubzügen mehrere Kirchen des Umlands und wurde dafür zur Rechenschaft gezogen und 1385 erschlagen. Die Burg lag auf einem schmalen Geestvorsprung, der auf drei Seiten künstlich abgeböscht worden war. Im Südteil der 80 × 100 m großen Fläche wurden Spuren einer Wall-Graben-Anlage gefunden. Ausgepflügte Backsteine mit Mörtelresten zeigen den Standort des Steinhaus im Südosten des Areals an.
Häuptling Inneke Widdeken unterstellte sich zusammen mit dem Kirchspiel Etzel im Jahr 1436 den Grafen von Oldenburg, aber bereits 1486 verzichteten die Oldenburger zugunsten der nun entstandenen Grafschaft Ostfriesland auf Etzel. Etzel gehörte zum alten Amt Friedeburg, das 1859 dem aus dem Harlingerland hervorgegangenen Amt Wittmund angegliedert wurde. Im Jahr 1885 entstand daraus der Landkreis Wittmund.
Nach dem Zweiten Weltkrieg waren etwa 20 Prozent der Einwohner Etzels Flüchtlinge.
Am  1. Juli  1972 schlossen sich zuvor die ehemaligen Gemeinden Abickhafe, Dose, Hoheesche und Reepsholt zur Gemeinde Reepsholt zusammen. Im Zuge der Kommunalreform am  16. August 1972  wurde aus den bisherigen Gemeinden Bentstreek, Etzel, Friedeburg, Hesel, Horsten, Marx, Reepsholt, Wiesede und Wiesedermeer die Gemeinde Friedeburg gebildet.
Neben der Kirche sind noch zwei Gulfhöfe als Baudenkmale ausgewiesen.
Im November 2013 wurde durch eine nicht vollständig verschlossene Armatur oberhalb der unterirdischen Erdölspeicher bei Etzel ein Ölunfall ausgelöst. Das Landesamt für Bergbau, Energie und Geologie (LBEG) teilte mit, dass die Menge des ausgetretenen Öls und das Ausmaß möglicher Umweltschäden noch unklar sei. Die Staatsanwaltschaft Aurich nahm Ermittlungen auf.

## Sehenswürdigkeiten

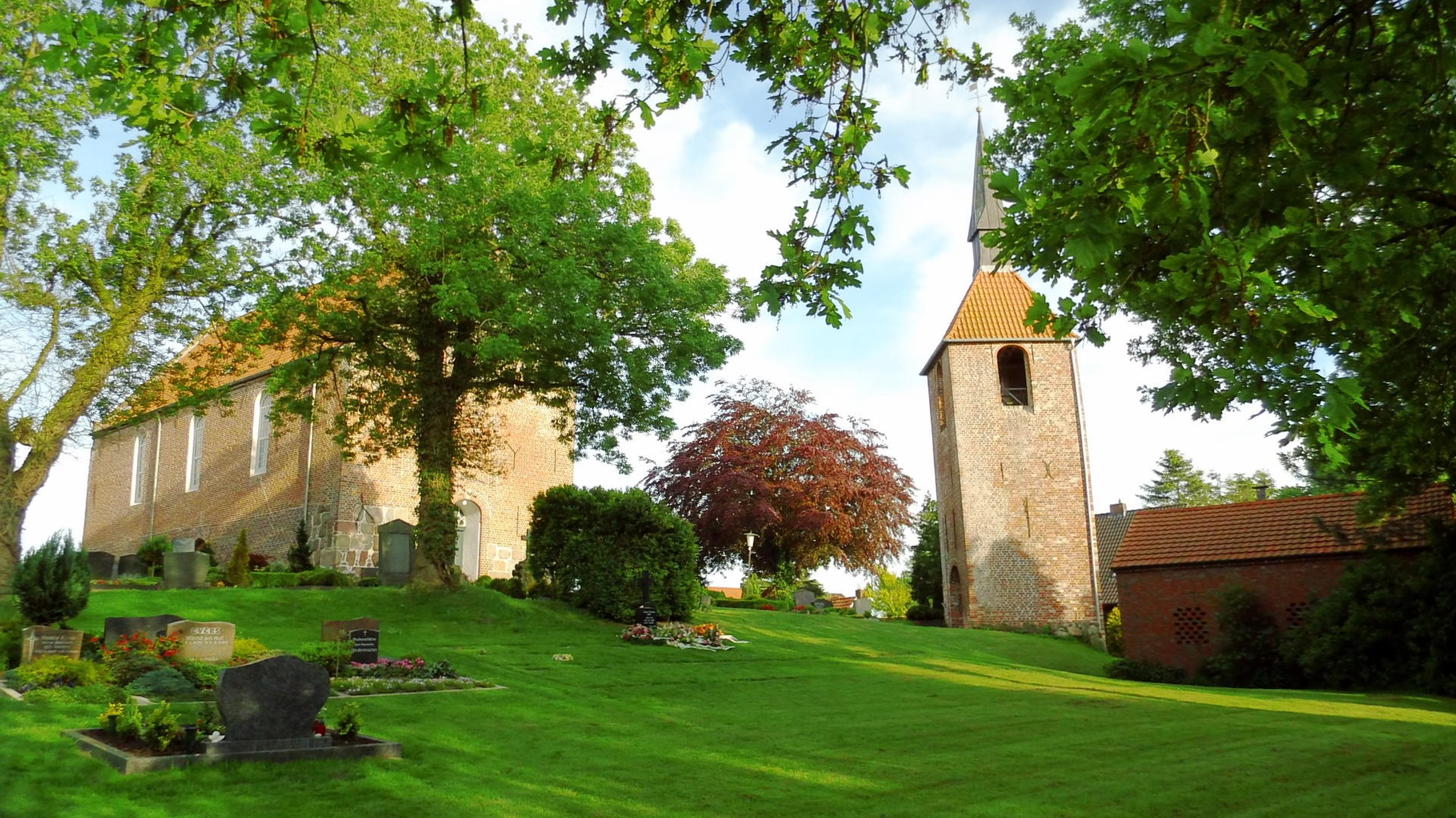
St. Martinus-Kirche Etzel (Nordwestseite)

Die St.-Martinus-Kirche wurde 1240 als romanische Saalkirche erbaut. Sie besteht im unteren Teil aus Granitquadern und im oberen aus Backsteinen. Die Kirche besaß ursprünglich eine Ostapsis, wie man an dem Bogen an der äußeren Ostwand noch erkennen kann. Die Kirche besitzt im Südwesten einen freistehenden Glockenturm, der aus dem Jahr 1660 stammt. Er ist gleichzeitig als Torturm ausgebildet und ist der Zugang zum Kirchen- und Friedhofsgelände. Sehenswert sind in der Kirche das aufwändig gestaltete Altarretabel, das möglicherweise von Hinrich Cröpelin geschaffen wurde, die Kanzel mit den vier Evangelisten in den Feldern sowie die Janssen-Orgel, von der allerdings nur der historische Prospekt von 1864 erhalten ist.

## Persönlichkeiten
- Albertus Seba, Naturwissenschaftler und Apotheker, wurde 1665 in Etzel geboren und verstarb 1736 in Amsterdam.